# La gran onada de Kanagawa
La gran onada de Kanagawa (神奈川沖浪裏, Kanagawa oki nami ura, literalment 'Sota una onada a alta mar a Kanagawa'), també coneguda com a L'onada o La gran ona, és una famosa estampa xilogràfica de l'artista japonès especialista en ukiyo-e Katsushika Hokusai, publicada entre 1830 i 1833, durant el període Edo de la història del Japó. La gran onada de Kanagawa s'ha convertit en una de les obres d’art més famoses del món, i, indiscutiblement, es considera la més icònica de l'art japonès.
Aquesta estampa és l'obra més coneguda de Hokusai i la primera de la seva famosa sèrie Fugaku sanjūrokkei (富嶽三十六景, «Trenta-sis vistes del Mont Fuji»), a més de ser l'estampa més famosa del seu gènere així com una de les imatges més conegudes del món. Del motlle utilitzat se'n van realitzar milers de còpies, moltes de les quals van arribar a mans de col·leccionistes europeus. A partir de la dècada de 1870 l'estampa es va fer molt popular entre artistes i col·leccionistes francesos.
Diferents museus conserven exemplars de l'obra, com el Museu Guimet, el Museu Metropolità d'Art, el Museu Britànic, també la Biblioteca Nacional de França, generalment provinents de col·leccions privades del segle xix d'estampes japoneses.

## Context

### L'art de l'ukiyo-e

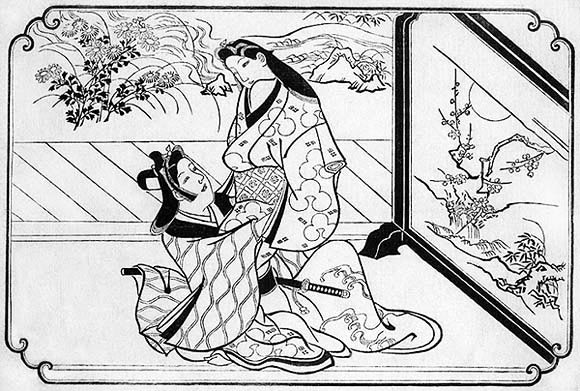
Estampa de Hishikawa Moronobu, un dels primers mestres dukiyo-e.

L'ukiyo-e (浮世絵, lit. «pintures del món flotant») és el nombre de les impressions japoneses en fusta fetes durant el període Edo. Es tracta d'una una tècnica d'estampa japonesa molt popular de la història del Japó. La tècnica de gravació a partir de planxes de fusta es va introduir al Japó el segle viii procedent de la Xina i a partir d'aquest moment es va utilitzar principalment en la il·lustració de textos budistes.Cada impressió es completava amb una superposició final de la línia negra, una tècnica que contribuïa a trencar amb la uniformitat dels colors plans. A partir del segle xvii, aquesta tècnica es va començar a utilitzar per il·lustrar poemes i romancers. Durant aquesta època sorgeix pròpiament l'estil de l'ukiyo-e, el qual reflectia la vida i interessos dels estrats més baixos de la societat: mercaders, artistes i rōnin, qui estaven desenvolupant el seu propi art i literatura en zones urbanes com Edo (actualment Tòquio), Osaka i Sakai, en un moviment que posteriorment es coneixeria com a ukiyo, el món flotant. Va ser el novel·lista Asai Ryōi qui en l'any 1661 va definir el moviment en el seu llibre Ukiyo-monogatari: «vivint només pel moment, assaborint la lluna, la neu, els cirerers en flor i les fulles d'acer, cantant cançons, bevent sake i divertint-se simplement flotant, indiferent de la perspectiva de pobresa imminent, optimista i despreocupat, com una carabassa arrossegada pel corrent del riu».

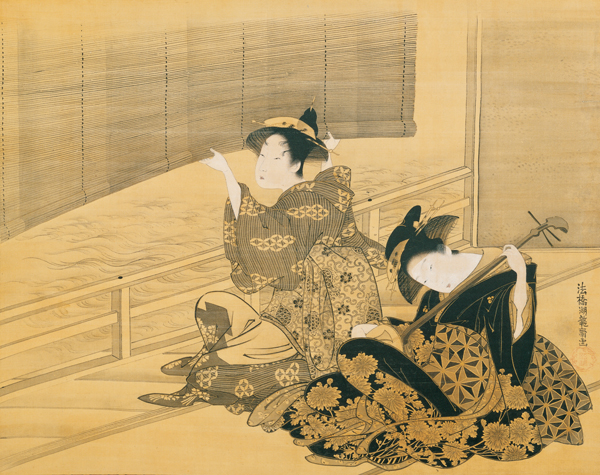
Cortesana tocant el shamisen, d'Isoda Koryusai, c. 1785.

Gràcies a moviments com la literatura ukiyo i els gravats, els ciutadans van començar a tenir més contacte amb els moviments artístics. Devers la meitat del segle xviii, els artistes van començar a reflectir el que passava en els districtes de plaer, el kabuki, festivals i viatges. Aquests últims van donar naixement a guies turístiques que descrivien el més destacat tant de ciutats com del camp.
Pels volts de 1670 aparegué el primer dels grans mestres de l'ukiyo-e: Hishikawa Moronobu. Moronobu va començar a reproduir gravats d'una sola fulla on representava flors, ocells, figures femenines i escenes eròtiques, del tipus conegut com a shunga. Aquest tipus de gravadues eren fetes en negre sobre paper blanc, i en acabant l'artista havia d'afegir a mà els colors diferents. A la fi del segle xviii es van desenvolupar les tècniques necessàries per a la impressió de dissenys policroms, coneguts com a nishiki-e.

#### Mètode de realització

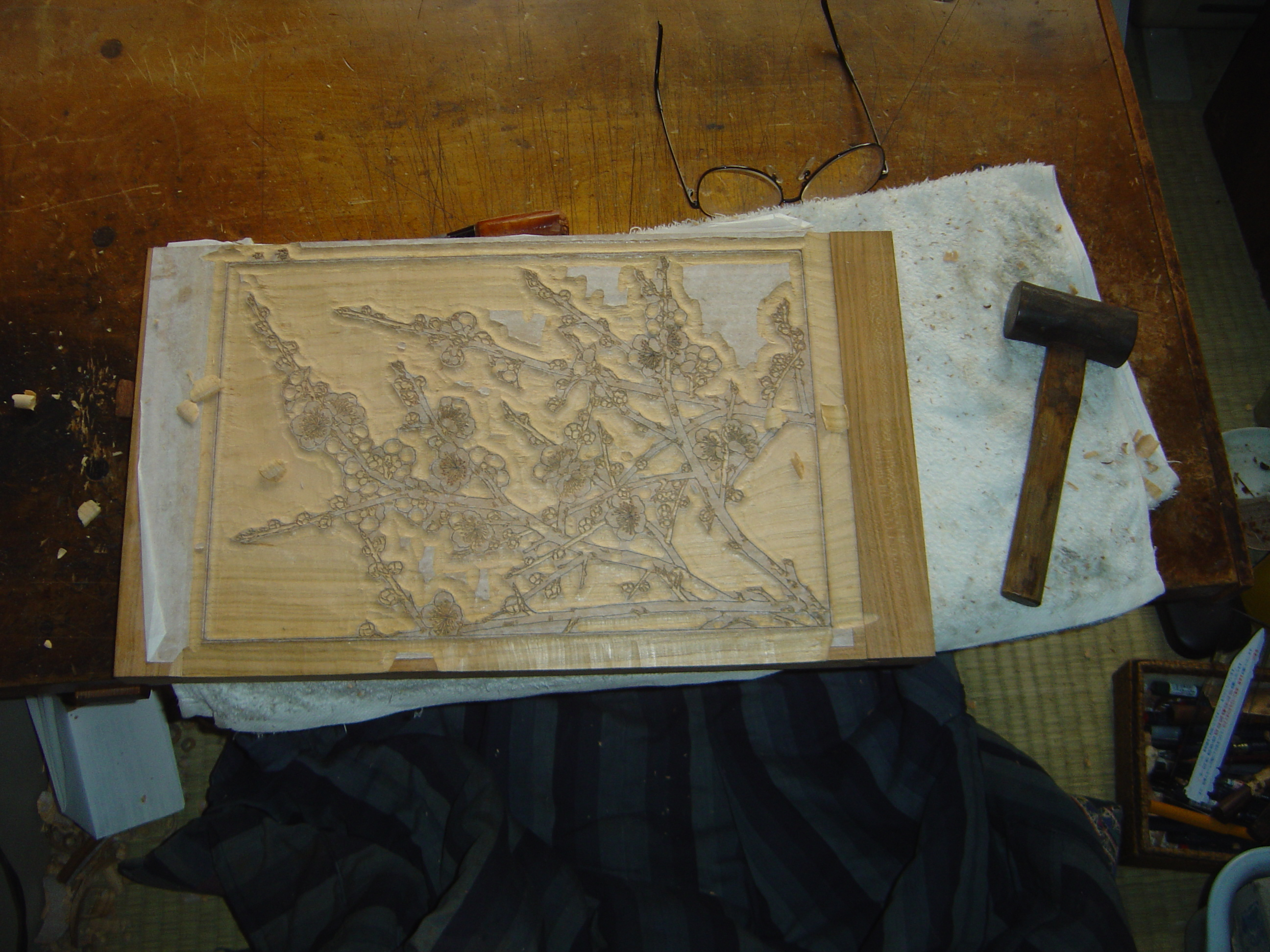
Planxa utilitzada per imprimir estampes ukiyo-e.

Els dibuixos d'ukiyo-e, dits en japonès nikuhitsu ukiyo-e, eren obres úniques que feia el pintor amb pinzells directament sobre paper o seda. Aquests dibuixos permetien de veure l'obra final de forma total, tret de les línies i l'arranjament de color, que es perdien durant el procés. Posteriorment l'artista, anomenat eshi, portava l'obra a un horishi, o gravador, el qual enganxava el dibuix sobre un panell de fusta, generalment de cirerer, i ho eliminava tot en anar tallant amb cura el panell per formar un relleu amb les línies del dibuix. Finalment, ja amb les planxes necessàries (normalment se n'utilitzava una per cada color necessari), un surishi, o impressor, duia a terme la feina d'impressió col·locant el paper d'estampació sobre les planxes consecutives. La impressió es realitzava fregant una eina anomenada baren sobre el dors de les fulles a imprimir. Aquest sistema podia produir variacions de tonalitat en les estampes. D'una sèrie de planxes se'n podien fer una gran quantitat de còpies, de vegades milers, fins que les planxes es desgastaven.
Atesa la naturalesa del procés de realització, l'obra final era el resultat d'un treball col·laboratiu on el pintor generalment no participava en la impressió de les còpies.
Tot i que al Japó no existien lleis de propietat intel·lectual abans de l'era Meiji, existia un sentit de pertinença i drets respecte a les planxes amb les quals s'imprimien les estampes, dites zōhan. Quant a les planxes, es considerava que el hanmoto o editor, o un hon'ya o editor que alhora venia els llibres, n'era l'amo, i no l'artista, cosa que feia que tingués el dret de fer-ne el que volgués. En alguns casos es venien les planxes o eren cedides a altres editors, cas en el qual les planxes eren conegudes com a kyūhan.
Abundant en l'historial d'aquest art, destaca la naturalesa de les variacions de tonalitat de les estampes, amb un sentit marcat de pertinença i drets respecte de les planxes zōhan.

### L'autor

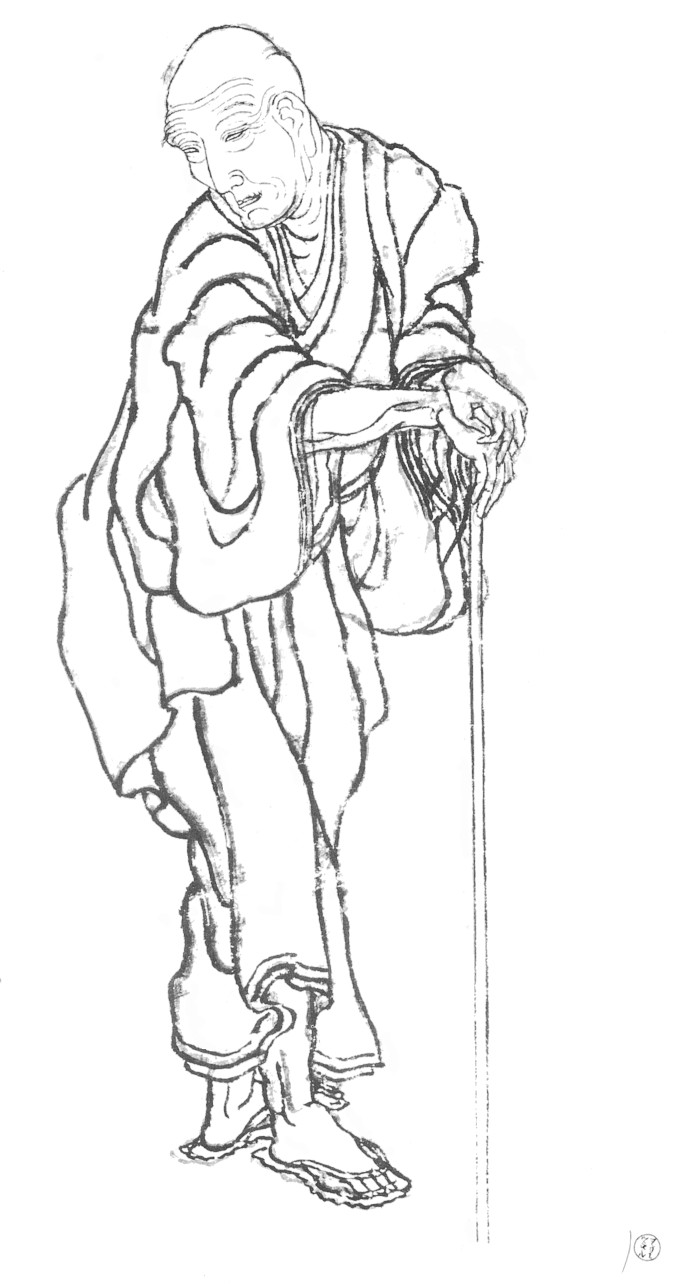
Hokusai, autorretrat de 1839.

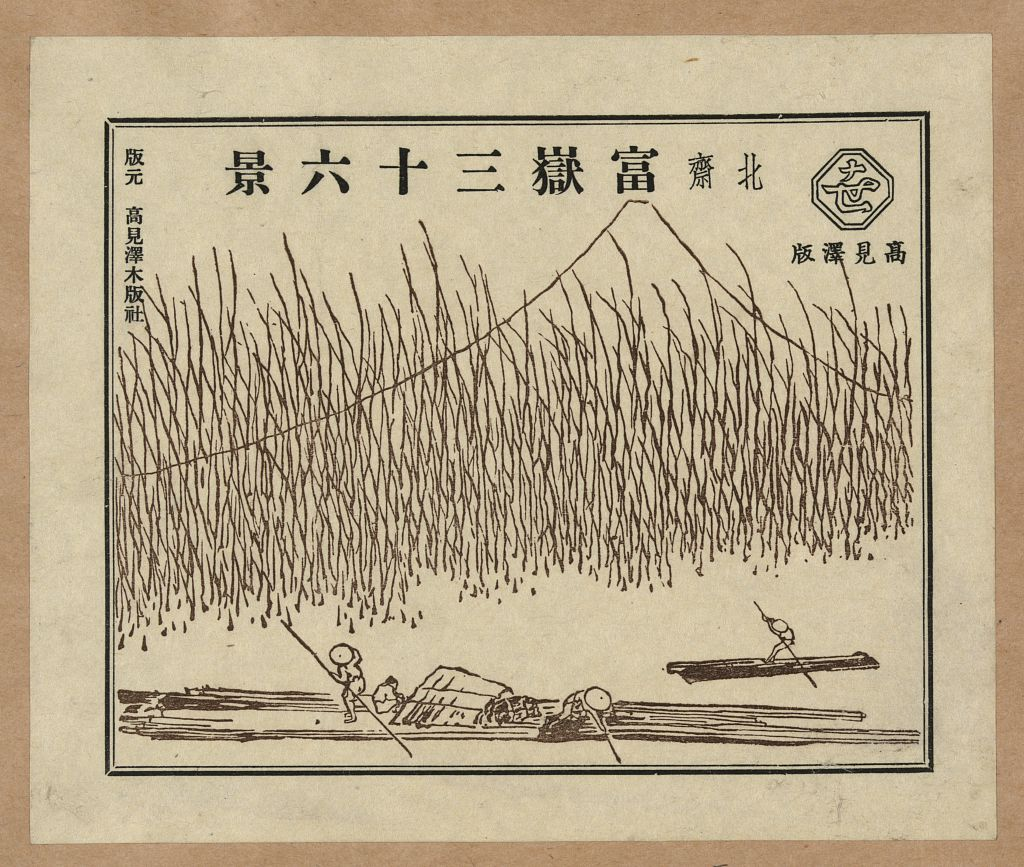
Sobre pictòric de la sèrie Trenta-sis vistes del Mont Fuji.

Hokusai va néixer l'any 1760 a Katsushika, un districte a l'est d'Edo (actualment Tòquio), al Japó. Anomenat Tokitarō en néixer, fou fill d'un creador de miralls del shōgun i, com que mai no va ser reconegut com a hereu, és probable que la seva mare fos una concubina.
Va començar a pintar a sis anys i quan en tenia dotze el seu pare el va enviar a treballar a una llibreria. Quan tenia disset anys esdevingué aprenent de gravador, una activitat que va exercir durant tres anys, al mateix temps que va començar a fer les seves pròpies il·lustracions. A divuit anys, va ser acceptat com a aprenent de l'artista Katsukawa Shunshō, un dels artistes més grans d'ukiyo-e del seu temps. Després d'un any d'estar amb el seu mestre, aquest li va donar el nom de Shunrō, que va utilitzar en la signatura dels seus primers treballs l'any 1779.
Shunshō va morir el 1793, cosa que va fer que es dediqués a estudiar pel seu compte diferents estils japonesos i xinesos, així com algunes pintures holandeses i franceses. Hokusai va entrar en contacte amb estampats occidentals que van arribar al Japó mitjançant el comerç amb els Països Baixos.Durant aquesta etapa de la seva vida es va dedicar principalment a dibuixar surimono, o targetes d'any nou i anuncis, escenes de la vida diària i paisatges. Hokusai mostrava un gran interès pels angles oblics i pels contrastos entre els primers plans i la llunyania. Hokusai mostrava un gran interès pels angles oblics i pels contrastos entre els primers plans i la llunyania, recursos que utilitzava per crear composicions dinàmiques i per dirigir l'atenció de l'espectador cap als elements principals de les seves obres.
L'any 1800 va publicar Vistes famoses de la capital de l'est i Vuit vistes d'Edo, a més de començar a acceptar deixebles. Durant aquest període va començar a utilitzar el nom de Hokusai. En sa vida va utilitzar més de trenta pseudònims diferents.
El 1804 va adquirir gran popularitat quan, durant un festival a Tòquio, va fer un dibuix de 240 metres quadrats d'un monjo budista que es deia Daruma. La seva fama el va portar a presentar-se poc després al shōgun Tokugawa Ienari en un concurs de talent, en què va competir contra un artista d'estil tradicional xinès, que ell va guanyar. Tres anys més tard va començar a il·lustrar tres llibres del novel·lista Takizawa Bakin, amb qui va tenir grans diferències. El 1812, a causa de la precària situació econòmica per la qual passava, va publicar Lliçons ràpides de dibuix simplificat i va començar a viatjar a Nagoya i Kioto per tractar d'aconseguir més alumnes. El 1814 va publicar el primer de quinze toms de sketches, anomenats manga, en els quals dibuixava coses que l'interessaven com persones, animals i Buda, entre altres coses. La gran onada de Kanagawa forma part d'una sèrie de gravats titulats Trenta-sis vistes del Mont Fuji, que Hokusai va realitzar entre el 1830 i el 1833. Va ser tan popular que seguidament va haver d'afegir-hi deu estampes més.
Algunes de les obres posteriors són Vistes de ponts famosos, Famoses cascades a diverses províncies i Cent vistes del Fuji. El 1839, mentre la seva feina començava a ser eclipsada per la de Andō Hiroshige, el seu estudi es va incendiar, destruint la major part de les seves obres. Va morir quan tenia 89 anys, l'any 1849.
Es diu que uns quants anys abans de morir va assegurar:
| « | A l'edat de cinc anys tenia la mania de fer traços de les coses. A l'edat de 50 havia produït un gran nombre de dibuixos, amb tot, cap no tenia un veritable mèrit fins a l'edat de 70 anys. A 73 anys finalment vaig aprendre alguna cosa sobre la qualitat veritable de les coses, ocells, animals, insectes, peixos, les herbes o els arbres. Per tant, a l'edat de 80 anys hauré fet un cert progrés, a 90 hauré penetrat la significació més profunda de les coses, a 100 hauré fet realment meravelles i a 110, cada punt, cada línia, posseirà vida pròpia. | » |

## Imatge

### Descripció
Aquesta impressió és del tipus yoko-e, és a dir, en forma de paisatge, i va ser realitzada amb una mida ōban, de 25 centímetres d'alt per 35 d'amplada.
El paisatge està compost per tres elements: el mar enmig d'una tempesta, tres vaixells i una muntanya, imatge que es complementa amb la firma, la qual és clarament visible a la part superior esquerra.

#### La muntanya

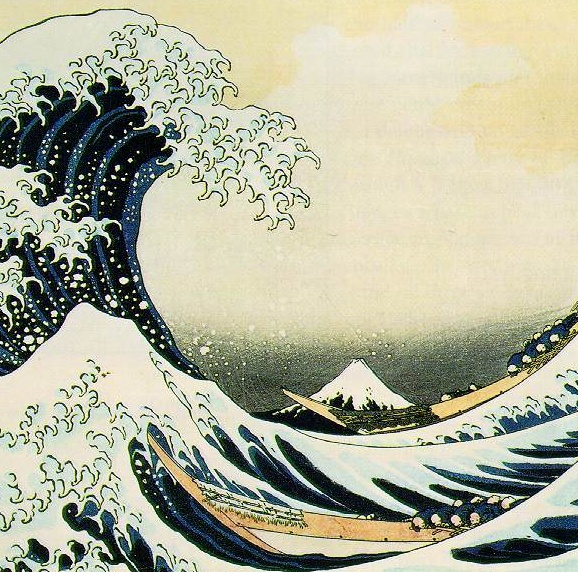
Detall del centre de la imatge. Al fons s'hi observa el Fuji de color blau amb el cim nevat.

La muntanya que es veu al fons és el Mont Fuji, el seu cim nevat és evident. El Fuji és la figura central de l'obra de meisho-e (representació de llocs famosos) Trenta-sis vistes del Mont Fuji, que retrata el mont vist des de diferents angles. El Mont Fuji és la muntanya més alta del Japó, i ha estat considerat durant segles una muntanya sagrada, i un símbol cultural, espiritual, i d'identitat nacional. A més que la seva imatge ha sigut utilitzada múltiples vegades en l'art nacional del Japó, ja que també és valorat com a símbol de bellesa.
El color fosc al voltant del Fuji sembla indicar que la pintura té lloc d'hora al matí, amb el sol sortint des del punt de l'observador, que comença a il·luminar el seu cim nevat. Entre la muntanya i l'espectador es troben cumulonimbes, i encara que indiquen tempesta, no plou ni en el Fuji ni en l'escena principal. La muntanya, representada de manera diminuta gràcies a l'ús de la perspectiva, sembla ser engolida també per l'onada. El joc òptic de Hokusai també adquireix un caràcter alegre, ja que la rosada a la part superior de l'onada sembla neu que cau sobre la muntanya. Pel que fa al públic de Hokusai, la cima de la muntanya hauria estat visible des de tota la ciutat.

#### Vaixells
L'escena mostra tres oshiokuri-bune, grans barques ràpides que s'utilitzaven per transportar el peix viu des de les penínsules d'Izu i Bōsō fins als mercats de la badia d'Edo. Com indica el nom de l'obra, els vaixells es troben a la prefectura de Kanagawa, amb Tòquio al nord, el relleu del Fuji al nord-oest, la badia de Sagami al sud i la badia de Tòquio a l'est. Els vaixells, amb orientació al sud-oest, tornen de la capital.
Hi ha vuit remers per embarcació, que s'aferren als seus rems. Hi ha dos passatgers més al davant del vaixell, cosa que fa que a la imatge hi hagi un total de trenta homes. Utilitzant com a referència els vaixells es pot fer una aproximació de la mida de l'onada: els oshiokuri-bune feien generalment entre 12 i 15 metres de llargada, i si es té en compte que Hokusai va reduir l'escala vertical un 30%, s'arriba a la conclusió que l'ona té entre 10 i 12 metres d'altura.

#### El mar i les onades
El mar és l'element dominant de la composició, que es basa en la forma d'una onada, que s'estén i domina tota l'escena abans de caure. En aquest moment l'ona fa una espiral perfecta, el centre de la qual passa pel centre del disseny, donant la possibilitat de veure el Mont Fuji al fons. Les corbes de l'onada i el casc del vaixell també s'enfonsen prou per permetre que la base del Mont Fuji sigui visible.
Edmond de Goncourt va descriure l'onada de la següent manera:

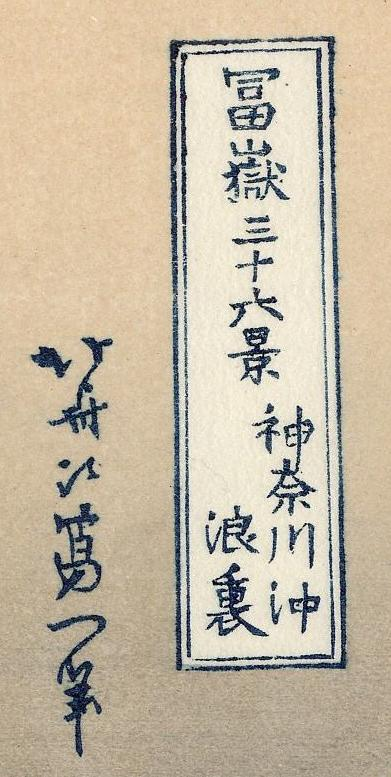
Signatura de Hokusai.

| « | El dibuix de l'ona és una espècie de versió divinitzada del mar feta per un pintor que va viure el terror religiós de l'oceà aclaparador rodejant per complet el seu país; impressiona per la sobtada fúria del seu salt a través del cel, pel blau profund del costat intern de la seva curvatura, pel xipolleig de la seva cresta que escampa una rosada de petites gotes en forma d'urpes d'animals. | » |

L'escriptor Andreas Ramos comenta:
| « | […] un paisatge marí amb el Fuji. Les ones formen un marc a través del qual veiem el mont. La gegant ona és un gran yang pel ying d'espai buit a sota d'ella. L'inevitable esclat d'aigua que esperem imprimeix tensió a la pintura. Al fons, una petita onada en forma de pic, que forma un Mont Fuji en miniatura, està reflectida a cents de milles de distància per l'enorme Mont Fuji original, encongit en perspectiva. La petita ona és més gran que la muntanya. Els petits pescadors se subjecten a les seves primes barques, es mouen sobre una muntanya submarina buscant esquivar l'ona. La violència yang de la naturalesa és vençuda pel ying de la confiança d'aquests experimentats pescadors. Estranyament, tot i que hi ha una tempesta, el sol brilla al cel. | » |

#### Signatura
La gran ona de Kanagawa compta amb dues inscripcions. La primera, el títol de la sèrie, està escrita a la part superior esquerra dins d'un marc rectangular, en el qual es pot llegir: «冨岳三十六景/神奈川冲/浪里» Fugaku Sanjūrokkei / Kanagawa oki / nami ura, que significa «Trenta-sis vistes del Mont Fuji / en alta mar a Kanagawa / Sota de l'ona». La segona inscripció es troba a l'esquerra del requadre i s'hi troba la firma de l'artista: 北斎改为一笔 Hokusai aratame Iitsu hitsu que es llegeix com «(pintura) de la brotxa de Hokusai, qui va canviar el seu nom a Iitsu».
Hokusai, donat al seu origen humil, no tenia cognom, i el seu primer nom, Katsuchika, el va agafar de la regió d'on provenia. Al llarg de la seva carrera va arribar a utilitzar més de 30 noms diferents i mai va iniciar un nou cicle de treball sense canviar-lo, deixant llavors el seu nom als seus estudiants.
En la seva obra Trenta-sis vistes del Mont Fuji va utilitzar quatre firmes diferents, totes en funció de les diferents fases del seu treball: Hokusai aratame Iitsu hitsu, zen Hokusai Iitsu hitsu, Hokusai Iitsu hitsu i zen saki no Hokusai Iitsu hitsu.

### Concepció de l'obra
Durant l'etapa de composició de l'obra, Hokusai es trobava en un moment de moltes dificultats. Amb seixanta anys, el 1826 tenia problemes econòmics seriosos, el 1827 sembla que va tenir un fort problema de salut —probablement un infart—, l'any següent va morir la seva esposa i el 1829 va haver de rescatar el seu net de problemes econòmics, situació que el va portar a la pobresa. Tot i que el 1830 va enviar al seu net al camp amb el seu pare —fill adoptiu de Hokusai—, les repercussions financeres van continuar bastants anys, període durant el qual va estar treballant la sèrie Trenta-sis vistes del Mont Fuji. És potser per aquests problemes que l'objectiu de la sèrie sembla el de contrastar el sagrat Mont Fuji amb la vida secular.
Hokusai va arribar al disseny final després de diferents anys de treball i d'haver realitzat altres dibuixos. Existeixen dos treballs similars, que daten d'uns 30 anys abans de la publicació de la gran ona, que poden considerar-se'n els precursors. Es tracta de Kanagawa-oki Honmoku no zu i Oshiokuri Hato Tsusen no Zu, ambdós treballs amb una temàtica idèntica al de la gran ona: en el primer cas un vaixell de vela, en el segon un de rems, els dos enmig d'una tempesta i en la base de l'ona que amenaça de devorar-los. L'estudi de les diferències entre les dues obres precursores i la final és útil per a analitzar l'evolució artística i tècnica de Hokusai:
- En els primers dos dissenys, les ones semblen estar fetes d'un material dens i uniforme, quasi semblen minerals. La seva rigidesa i verticalitat evoca més la forma d'una muntanya nevada, mentre que la gran ona llueix més activa, dinàmica i agressiva, cosa que dona sensació d'amenaça.
- Les primeres impressions estan molt marcades per la perspectiva utilitzada tradicionalment en la pintura japonesa, on l'espectador veu el panorama des d'una perspectiva d'ull d'ocell. La gran ona, en canvi, té un maneig de la perspectiva més occidental, on l'espectador té la sensació que serà aixafat.
- En les primeres estampes en el fons es pot observar l'horitzó, mentre que en aquesta última obra l'horitzó es troba en un punt tan baix que ens obliga a anar al centre mateix de l'acció.
- En els primers gravats, un vaixell de vela es troba a la cresta de l'onada, com si hagués pogut escapar-se'n. Hokusai va eliminar aquest element a la gran ona, ja fos perquè interferia amb la dinàmica de la corba o per donar més drama a la impressió.
- Les dues primeres impressions compten amb una composició dispersa, sense consciència. La gran onada per la seva part compta tan sols amb dues grans masses visuals: l'onada mateixa i el punt de fuga creat a sota de l'ona, com indica el seu nom indica «sota l'ona».
- L'ona mostra el control del dibuix a què Hokusai havia arribat. La imatge, encara que simple en el seu disseny com es presenta a l'observador, és, tanmateix, el resultat d'un llarg procés, d'una reflexió metòdica. Les bases d'aquest mètode van quedar explicades per Hokusai en el seu llibre del 1812 Lliçons ràpides de dibuix simplificat, en el qual explica que tot objecte pot dibuixar-se a través de la relació del cercle i el quadrat.

| « | El llibre consisteix a mostrar la tècnica de dibuix utilitzant únicament un regle i un compàs […] Aquest mètode comença amb una línia i la proporció obtinguda més naturalment. | » |

En el prefaci del llibre a més escriu:
| « | Totes les formes tenen les seves pròpies dimensions que hem de respectar […] No s'ha d'oblidar que tals coses pertanyen a un univers del qual no devem trencar la seva harmonia. | » |

Alguns anys després, Hokusai va tornar a recórrer a la imatge de la gran ona, quan va realitzar l'obra Kaijo no Fuji, amb motiu del segon volum de Cent vistes del Fuji. En aquesta estampa es pot trobar la mateixa relació entre l'onada i el volcà, així com el mateix esclat d'espuma. En aquesta última imatge ja no hi ha ni éssers humans ni vaixells, i els fragments de l'onada coincideixen amb el vol d'alguns ocells. Mentre que a La gran ona el viatge d'aquesta és contrària a la lectura en japonès —de dreta a esquerra—, a Kaijo no Fuji tant l'ona com els ocells avancen harmoniosament.

### Expressió de l'artista

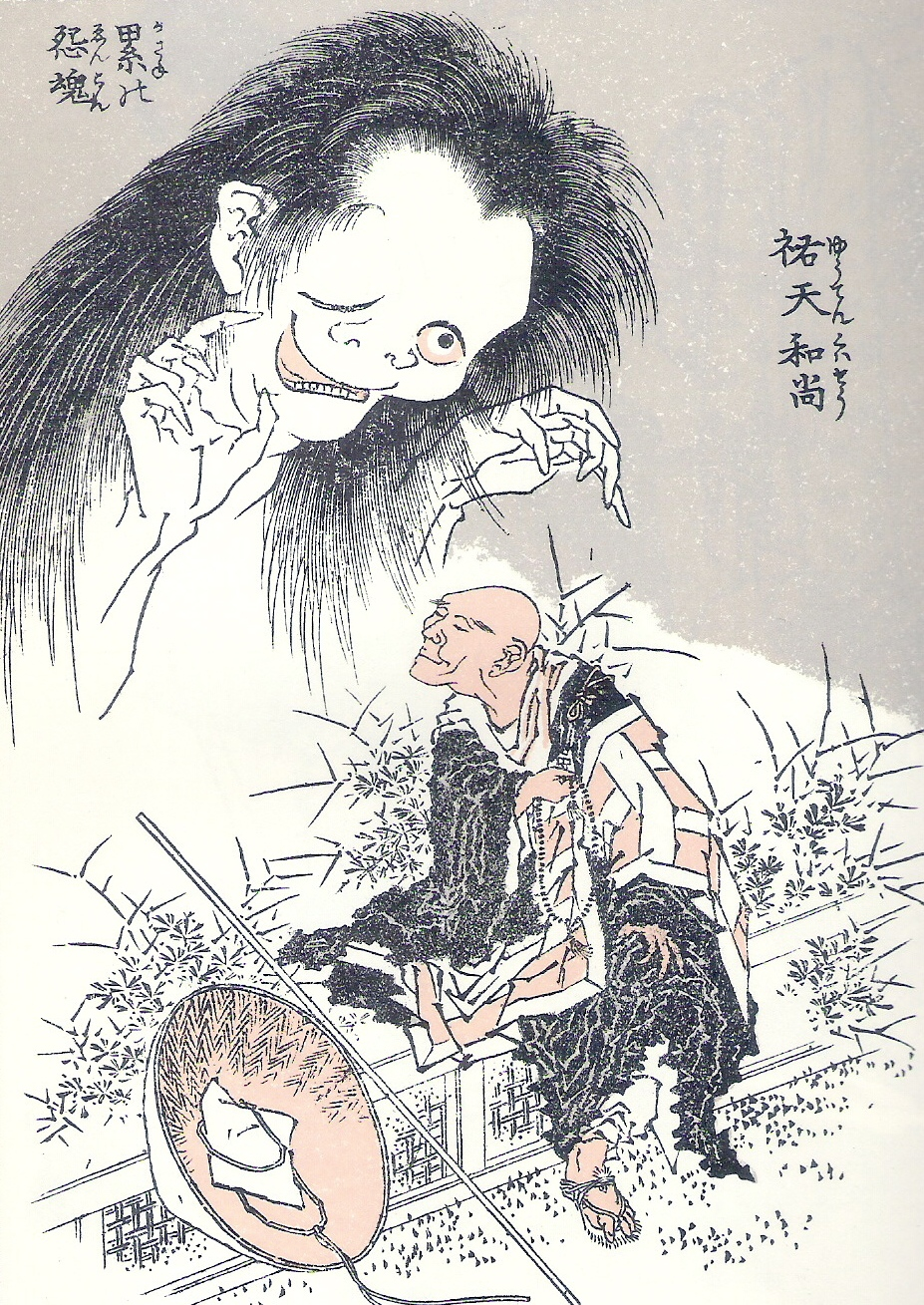
Dibuix dins del Hokusai manga, on un fantasma amenaça a un home de la mateixa manera que l'onada amenaça als pescadors.

En l'obra, Hokusai reuneix i acobla diversos temes que aprecia particularment. El Mont Fuji és representat com un punt blau amb blanc, que rememora l'onada del primer pla. La imatge es fa a partir de corbes: la superfície de l'aigua és l'ampliació de les corbes de l'interior de les ones. Les corbes de l'espuma de la gran ona generen altres corbes que es divideixen en moltes onades petites que repeteixen la imatge de l'ona primitiva. Aquesta descomposició en fractals pot ser considerada com una representació de l'infinit. Els rostres dels pescadors són taques blanques que fan d'eco de les gotes d'espuma que es projecten de l'ona.
Des d'un enfocament purament subjectiu d'aquesta obra, l'ona generalment és descrita com la produïda per un tsunami o una onada gegant, però també és descrita com una ona monstruosa o fantasmagòrica, com un esquelet blanc que amenaça als pescadors amb les seves «urpes» d'espuma. Aquesta visió fantàstica de l'obra recorda que Hokusai era mestre de la fantasia japonesa, com ho demostren els fantasmes que va dibuixar en el seu Hokusai manga. De fet, un examen de l'ona del costat esquerre mostra moltes més «urpes» preparades per atrapar els pescadors que es troben al darrere de la franja d'espuma blanca. A partir dels anys 1831 i 1832, Hokusai va començar a abordar els temes sobrenaturals d'una forma més explícita en la sèrie Hyaku monogotari, «Conte de cent [fantasmes]».

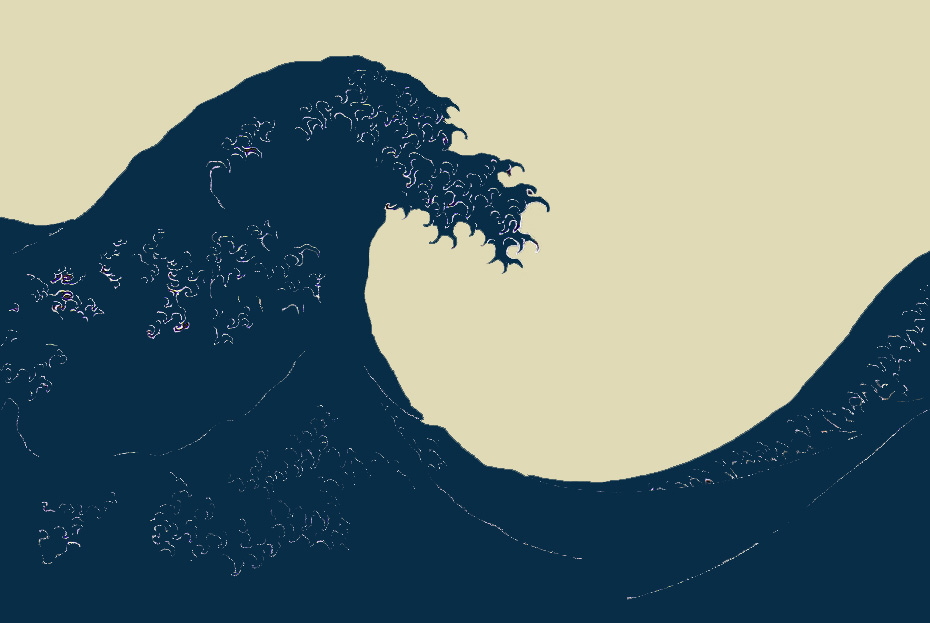
Reducció de l'ona a dues formes simètriques entrellaçades, que es complementen com el yin i el yang.

Aquesta imatge és la reminiscència de moltes altres obres de l'artista. La silueta de l'ona evoca també la d'un dragó gegant, el qual és dibuixat constantment per l'autor, també en el Fuji. L'ona també és com un fantasma de la mort enfilat encimbellat cap als mariners condemnats, que estén els seus múltiples plecs com els tentacles d'un pop, animal que Hokusai utilitza contínuament en els seus dibuixos eròtics.
Destaca a més el treball de profunditat i perspectiva (uki-e), amb el marcat contrast entre el fons i el primer pla. Les dues grans masses ocupen l'espai visual, la violència de la gran ona es contraposa a la serenitat del fons buit, cosa que fa recordar el símbol del yin i yang. L'home, impotent, lluita entre els dos, el que pot constituir una referència al taoisme, però també al budisme —les coses fetes per l'home són efímeres, representat pels vaixells arrossegats per l'onada gegant— i el xintoisme, on la naturalesa és omnipotent.
L'oposició del yin i el yang es reflecteix també en el nivell de colors: el blau de Prússia s'oposa als color complementari utilitzat en el fons: un to entre rosa i groc. La simetria en la imatge és quasi perfecta, tant en formes com en tonalitats.

### Sentit de la lectura

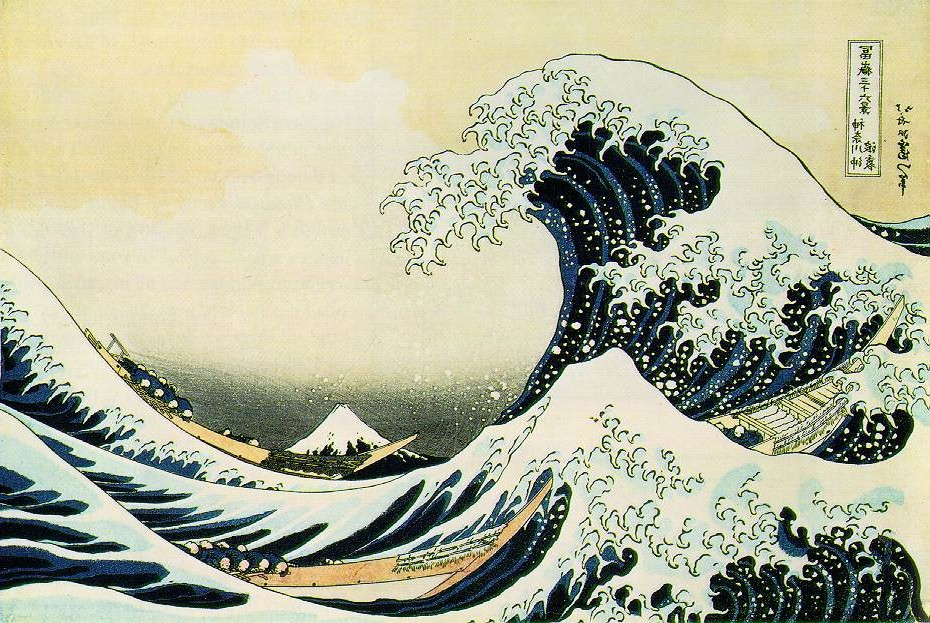
Imatge invertida, que facilitaria l'apreciació de la mateixa manera que ho faria normalment un japonès.

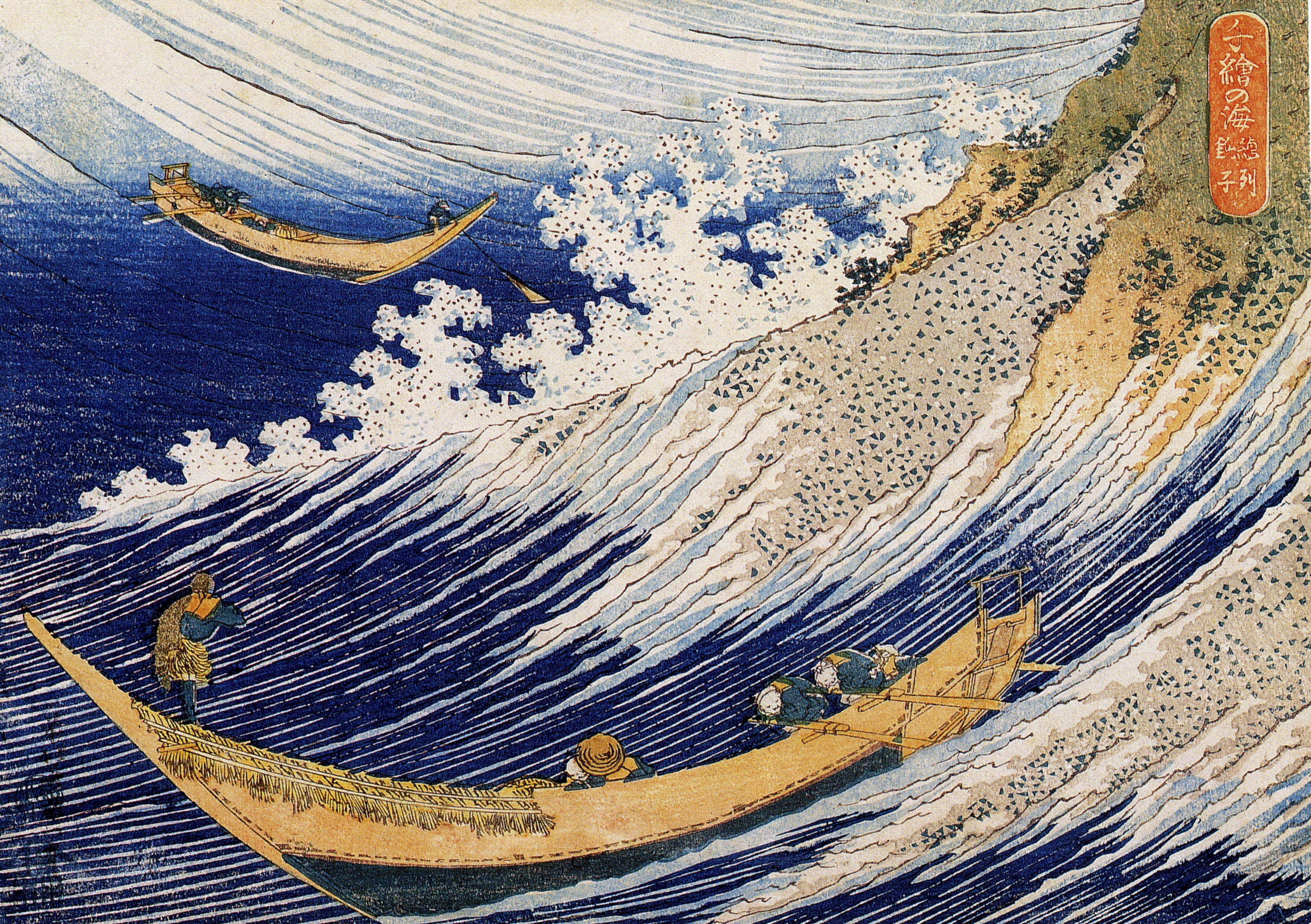
Sōshū Chōshi, de Hokusai, 1832-1834.

Si bé en japonès es llegeix de dalt a baix, és important recalcar que aquest es llegeix de dreta a esquerra, mentre que un occidental realitza la lectura d'esquerra a dreta. Aquesta diferència causa que la primera impressió del quadre d'un japonès no sigui la mateixa per un occidental:
- Per a un occidental la imatge pot donar la impressió que els pescadors es dirigeixen cap al costat dret, això significa que provenen de la península d'Izu. Els pescadors estan atrapats per l'ona o potser proven d'allunyar-se d'ella.
- Per a l'observador japonès els vaixells procedeixen de la dreta de la imatge, dirigint-se a l'esquerra, això significa en sentit contrari a l'ona.

Els pescadors estan al davant de les costes de Kanagawa tornant cap a Edo, segurament de tornada després d'haver venut el seu peix. En lloc de fugir de l'ona han de seguir per aquesta ruta i encarar-la amb tota la seva violència. Des de la perspectiva d'un japonès, de dreta a esquerra, la imatge és més forta, fent l'amenaça de l'ona més evident.
Analitzant els vaixells en la imatge, especialment el de la part superior, es pot observar que la proa, prima i afilada, s'orienta cap a l'esquerra, cosa que fa que la interpretació «japonesa» sigui la «correcta». L'aspecte dels vaixells es pot analitzar en una altra de les estampes de Hokusai, Sōshū Chōshi de la sèrie Chie no umi, «Mil imatges de l'oceà», on el vaixell surt contra corrent, que va aquest cop en direcció cap a la dreta, com ho mostra el deixant de l'aigua.

### Influència occidental en l'obra

#### La perspectiva

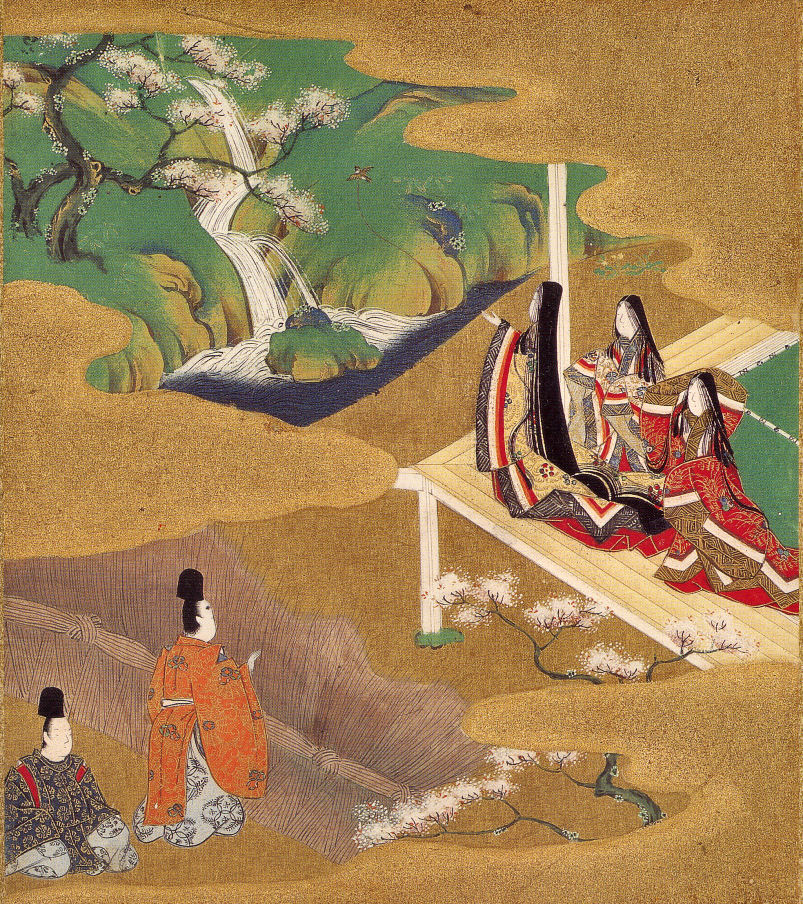
Dibuix tradicional japonès, il·lustració del Genji monogatari de Tosa Mitsuoki,.

En la pintura tradicional japonesa i en la del Llunyà Orient en general, els objectes no es dibuixaven en perspectiva, sinó que, igual que en l'antic Egipte, la mida dels objectes o dels personatges no depèn ni de la seva proximitat ni de la seva llunyania, sinó de la importància del subjecte dins del context. En un paisatge on els personatges apareixen amb dimensions més grans, es pot entendre que són el veritable subjecte de la imatge, mentre que arbres i muntanyes circumdants són reduïts, això amb la intenció que no acaparin l'atenció dels personatges principals. El concepte línia de fuga no existia.
La perspectiva, utilitzada en les pintures occidentals a partir dels treballs de Paolo Uccello i Piero della Francesca, va arribar al Japó el segle xviii a través de gravats que portaven els comerciants occidentals (especialment holandesos) que van arribar a Nagasaki. Els primers intents per copiar l'ús de la perspectiva occidentals van ser realitzats per Okumura Masanobu i especialment per Utagawa Toyoharu, qui als voltants de 1750 va realitzar alguns gravats en els quals representava en perspectiva els canals de Venècia o les ruïnes de l'antiga Roma.
Gràcies a l'obra de Toyoharu, l'estampa japonesa de paisatges es va veure summament influenciada, evolucionant amb els treballs de Hiroshige —estudiant indirecte de Toyoharu a través de Toyohiro— i de Hokusai. Hokusai es va familiaritzar amb la perspectiva occidental des de la dècada de 1790 mitjançant les investigacions de Shiba Kōkan, dels ensenyaments del qual en va sortir beneficiat. Entre el 1805 i el 1810 va publicar una sèrie titulada Mirall d'imatges holandeses - Vuit vistes d'Edo.
Sens dubte, La gran ona no hagués estat tan coneguda a Occident si el públic no hagués tingut la sensació de familiaritat amb l'obra. En certa manera es tracta d'una obra occidental vista a través dels ulls d'un japonès. Richard Lane assegura:
| « | Els occidentals, en estar per primera vegada davant la presència d'obres japoneses, es veuran temptats de triar entre aquests dos artistes [Hokusai i Hiroshige] com a representant del cim de l'art japonès, sense adonar-se que la cosa que la majoria admira és precisament aquest parentesc ocult amb la tradició occidental que els causa confusió. | » |

#### La «revolució blava»

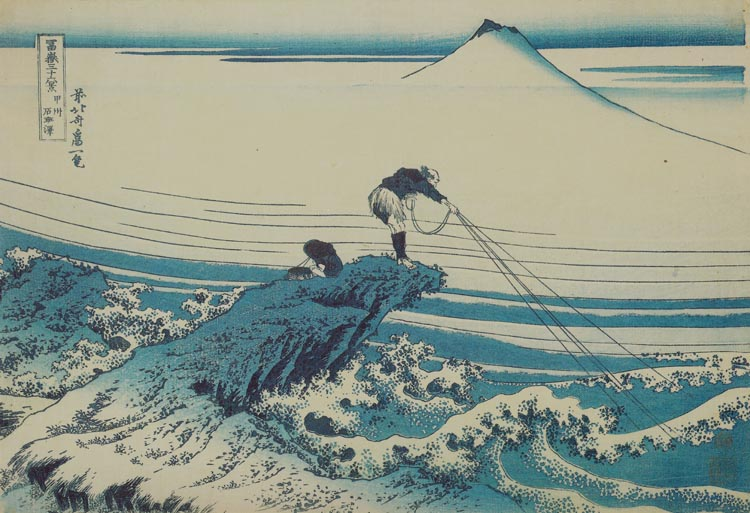
Kōshu Kajikazawa, «Kajikazawa en la província de Kai», d'estil aizuri-e.

Cal dir que als voltants del 1640, el Japó es va mantenir en gran part aïllat del món exterior. No obstant això, durant la dècades del 1820 al 1850, amb la reobertura progressiva del comerç, aquesta situació va començar a canviar. Durant la dècada del 1830 va tenir lloc una «revolució blava» en els gravats de Hokusai, en els quals va utilitzar molt un color que estava molt de moda, conegut com a «blau de Berlín» o «blau de Prússia». Va ser aquest to de blau el que va utilitzar per a aquesta obra, color diferent al delicat i fugaç to de blau que era utilitzat comunament en els treballs d'ukiyo-e de l'època, l'indi. El blau de Berlín, berorin ai en japonès, es va començar a importar des d'Holanda a partir del 1820, sent utilitzat especialment per Hiroshige i Hokusai a partir de la seva arribada al Japó en grans quantitats, el 1829.
Els primers deu gravats de la sèrie, entre els quals es troba La gran ona, són de les primeres estampes japoneses on hi apareix el blau de Prússia, i és que és molt probable que aquest to se li suggerís a l'editor l'any 1830. Aquesta innovació va tenir un èxit immediat i l'any nou, el 1831, l'editor de Hokusai, Nishimuraya Yohachi (Eijudō), va fer per tot arreu anuncis publicitaris per presentar la innovació. Donat l'èxit, Nishimuraya va publicar l'any següent les següents deu estampes de la sèrie Trenta-sis vistes del Mont Fuji, les quals presenten una singularitat: algunes d'elles estan impreses utilitzant la tècnica aizuri-e: imatges impreses exclusivament en blau. Una d'aquestes estampes aizuri-e és la Kōshū Kajikazawa, «Kajikazawa a la província de Kai».
La publicació de la sèrie va continuar fins al 1832 o 1833, amb un total de 46 estampes, gràcies a deu estampes supernumeràries. Aquestes deu estampes suplementàries no tenen el to de blau de Prússia, sinó que tenen els contorns en negre sumi, amb tinta xinesa, com era habitual. Aquestes deu estampes són conegudes com a ura Fuji o «Fuji vist des del darrere».

### Influència en l'art occidental

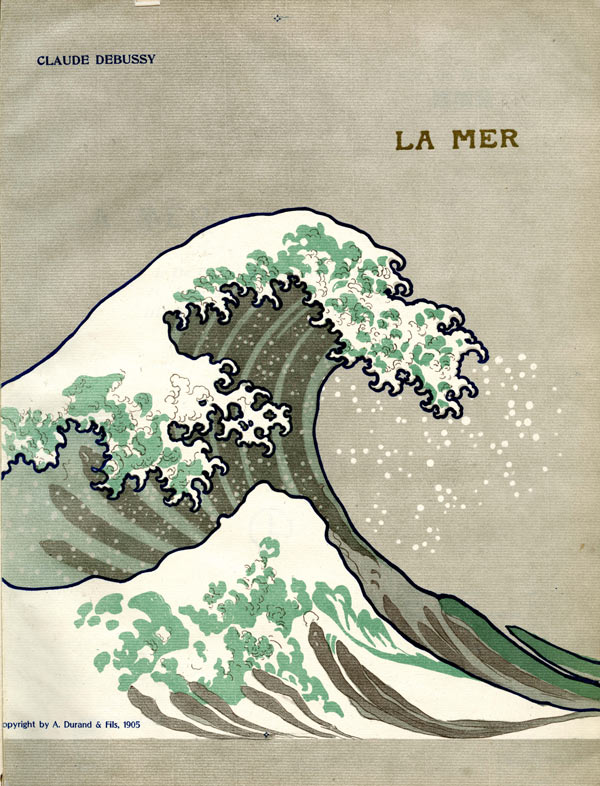
Portada original de 1905 de La Mer, de Claude Debussy.

Tan sols quatre anys després de la mort de Hokusai, el comodor Matthew C. Perry va arribar a la badia d'Edo i va obligar el Japó a acabar amb el seu període de seclusió, conegut com a sakoku, de manera que l'art japonès va arribar a Europa. La visió artística del Llunyà Orient era totalment nova i trencava amb les convencions en pintura de l'època. D'aquesta manera va sorgir el japonisme. Entre els principals artistes que van influenciar als europeus hi havia Hokusai, Hiroshige i Utamaro.
Les primeres exhibicions d'art japonès van tenir lloc a França, on petits grups d'interessats —enter els quals destaquen els germans Goncourt— exhibien les obres adquirides a París.
Les Trenta-sis vistes del Mont Fuji varen ser una important font d'inspiració d'artistes europeus i japonesos del segle xix.
Personalitats com Vincent van Gogh, Claude Monet, Edgar Degas, Auguste Renoir, Camille Pissarro, Gustav Klimt, Giuseppe De Nittis i Mary Cassatt van tenir gravats de la sèrie. Addicionalment, artistes impressionistes a París, com  Claude Monet, eren grans admiradors dels gravats japonesos.
Considerada com l'estampa japonesa més famosa, La gran ona de Kanagawa va influir en grans obres: en la pintura a obres de Monet, en la música a La Mer de Claude Debussy i en la literatura a Der Berg de Rainer Maria Rilke.
Félix Bracquemond fou un precursor del japonisme, a més d'haver sigut el primer artista europeu que va copiar obres japoneses. El 1856 va trobar un volum del manga de Hokusai i en va copiar posteriorment els dissenys en ceràmica.
Posteriorment, a l'Exposició Universal de París de 1867, les obres de Hokusai van ser exposades al pavelló del Japó. Aquesta gran exposició, fou la primera en la qual Japó va participar de manera oficial, i es van vendre prop de 1.300 objectes, cosa que va fer posar de moda l'art japonès a Europa. Tot i que els intel·lectuals americans no compartien la visió europea, especialment francesa, de l'ukiyo-e com a forma suprema de l'art japonès, aquesta forma artística es va propagar per Europa i es va convertir en una nova forma d'inspiració per als artistes impressionistes. L'any 1872 el col·leccionista Philippe Burty va ser el primer a donar nom a la revolució artística que tenia lloc entorn d'artistes que fins i tot a dins del Japó eren desconeguts, en definir el terme com a «japonisme» en alguns articles publicats en el diari Renaissance litteraire et artistique.A l’Exposició Universal de París de 1867, es va produir un enorme interès per col·leccionar aquest art japonès, període durant el qual Hayashi Tadamasa, juntament amb Samuel Bing, es va convertir en el principal distribuïdor d'art japonès a França i Europa.
El 1871 Monet va iniciar una col·lecció d'estampes, arribant a posseir 231 obres de 36 artistes diferents, entre els quals es trobaven Hokusai, Hiroshige i Utamaro. De la sèrie Trenta-sis vistes del Mont Fuji va tenir 9 estampes, entre les quals La gran ona.
Henri Riviére, dibuixant, gravador i aquarel·lista, així com un dels principals impulsors de Le Chat Noir, fou un dels primers artistes a ser molt influenciat per l'obra de Hokusai, especialment per La gran ona. El 1902 va publicar una sèrie de litografies titulada Les trenta-sis vistes de la Torre Eiffel en homenatge al seu treball. Col·leccionista de gravats japonesos, va comprar obres a Bing, a Hayashi i a Florine Langweil. Posseïa a més un exemplar de La gran ona, el qual li va servir d'inspiració per a dos sèries de gravats en fusta en els quals va representar paisatges marins de Gran Bretanya, lloc on vivia al moment de realitzar-les.
Claude Debussy, apassionat pel mar i les estampes del Llunyà Orient, tenia una còpia de La gran ona al seu estudi. L'obra el va inspirar durant el seu treball per crear La Mer, i va demanar que la imatge fos posada a la portada de la partitura original de 1905.
És curiós ressaltar que l'art de Hokusai, havent sigut fortament influenciat per l'art i les tècniques occidentals, al seu torn s'hagi convertit en una font de rejoveniment de l'art occidental, a través de l'admiració que li tenien els artistes impressionistes i postimpressionistes.

## Exemplars
Al món existeixen diferents còpies d'aquesta obra. El Museu Metropolità d'Art de Nova York, el Museu Britànic de Londres, la col·lecció de Claude Monet a Giverny, França, la Galeria Sackler, el Museu Guimet i la Biblioteca Nacional de França són alguns dels llocs on es troben còpies de La gran ona per a la seva exposició.
Algunes col·leccions privades també en tenen alguna còpia, com en el cas de la col·lecció Gale, als Estats Units.
Foren els grans col·leccionistes privats del segle xix els que van donar naixement a les col·leccions d'estampes en els museus. Per exemple, la còpia que es troba en el Museu Metropolità prové de l'antiga col·lecció de Henry Osborne Havemeyer, exemplar que va ser donat per la senyora Havemeyer el 1929. De la mateixa manera, l'exemplar de la Biblioteca Nacional de França va ser adquirit el 1888 de la col·lecció de Samuel Bing. Quant a la còpia del Museu Guimet, aquesta prové del llegat de Raymond Koechlin, i es troba en el museu des de 1932.

### Diferències entre les versions

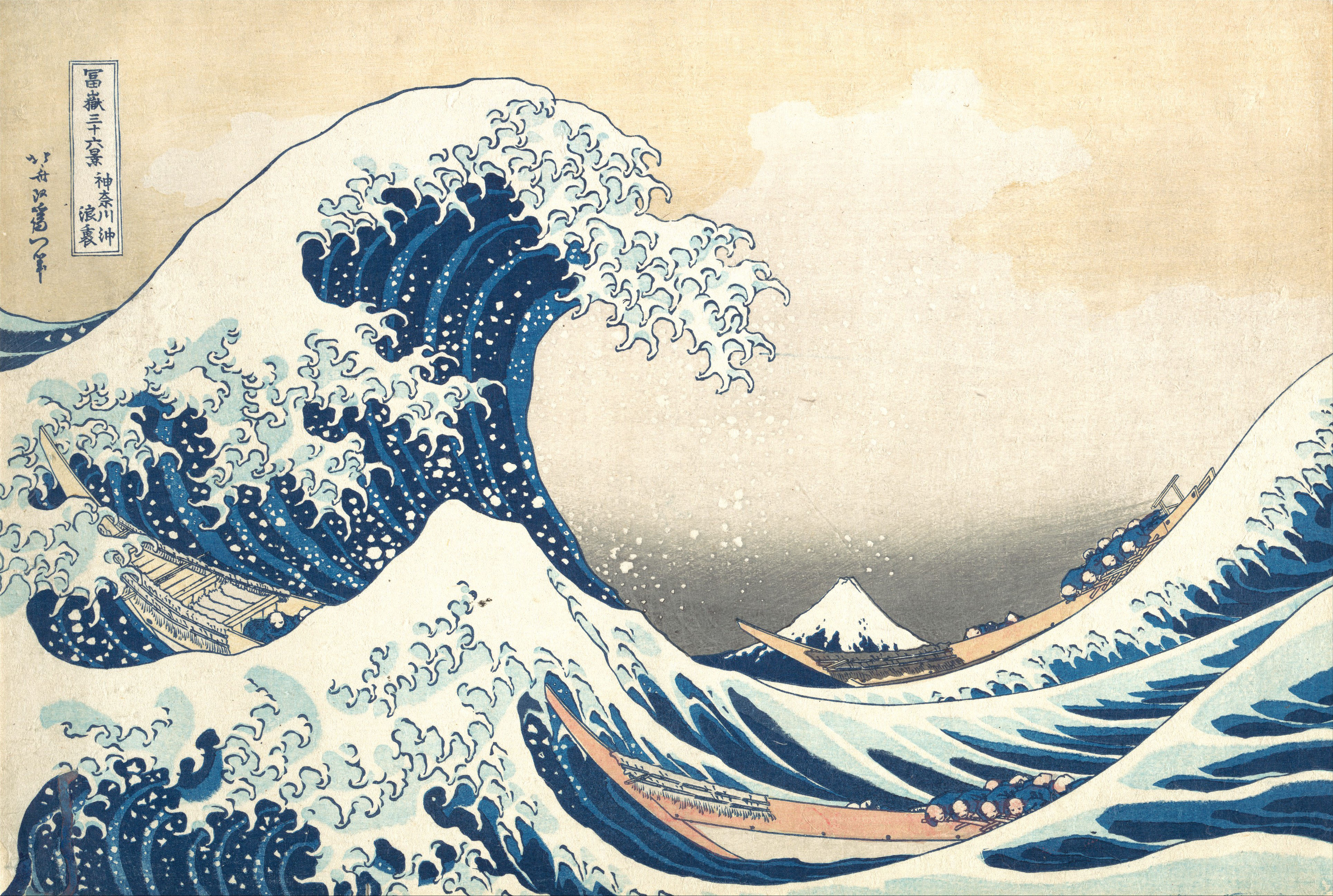
Versió de La gran ona del Museu Metropolità d'Art.

Inicialment, arran de l'èxit que va rebre, es van produir milers de còpies d’aquesta impressió i es van vendre a un cost molt baix, fins que les planxes van mostrar un desgast important. És probable que de les planxes originals es fessin unes 5.000 còpies. El fet que aquestes obres fossin produïdes a gran escala i destinades a una àmplia audiència, incloent la classe mitjana japonesa, es va veure com un factor determinant en la seva accessibilitat. A més, la tècnica de producció en massa (utilitzant múltiples blocs de fusta per a cada color), permetia que es creessin còpies ràpidament a un cost reduït.
És possible determinar el grau de dany que tenien les planxes al moment d'impressió d'una còpia determinada gràcies a l'anàlisi de dos punts característics. El primer d'ells es troba just al darrere del vaixell de la dreta que apareix en la imatge. En casos d'impressions amb planxes gastades, la línia no apareix de forma contínua. El segon punt està en el costat esquerre del requadre de la signatura, on les línies que el formen haurien d'aparèixer contínues.
Un altre aspecte a considerar és l'estat de conservació de les impressions, el qual es pot observar fàcilment d'acord amb la pigmentació del cel en la part superior. Els gravats amb un bon grau de conservació, com n'és el cas de la còpia que està en el Museu Metropolità, conserven el color com hauria de ser, a on s'observa un contrast marcat amb els núvols. Atès que moltes reproduccions s'han perdut al llarg de la història en guerres, terratrèmols, incendis i altres desastres naturals, existeixen poques còpies amb un bon estat de conservació i elaborats amb els costats de les planxes encara afilats. A més, en altres estampats, el Mont Fuji domina tota la composició, mentre que en alguns casos es redueix a un petit detall al fons de l'escena, integrat en la bulliciosa vida de la ciutat.

## En la cultura popular
Degut a la seva popularitat i al fet que l'obra està en el domini públic, són nombroses les reproduccions que s'han fet de La gran ona de Kanagawa, utilitzades en publicitat, art i objectes quotidians. A continuació, se n'exposen les més destacades:
Referències culturals
- El logotip de la marca de roba Quiksilver està clarament influenciat per L'ona.[68]
- El primer rellotge Seiko de submarinisme o «Diver», el model 6217 de l'any 1965, estava decorat en la seva part del darrere amb una ona agafada de «La gran ona de Kanagawa». Avui en dia, tots els models Seiko de submarinisme segueixen portant l'ona a la seva part del darrere.
- Una secció de l'obra apareix en la caràtula de l'àlbum Strange Free World (1991), del grup anglès Kitchens of Distinction.
- Decoració de diversos productes quotidians com fundes d'iPod,[69] agendes escolars o cortines de dutxa, entre d'altres.
- Aparició com a escenari en el videojoc per a la consola Wii «Muramasa: The Demon Blade».[70]
- Protagonista de nombrosos anuncis publicitaris de marques comercials com Levi Strauss & Co., Orangina o IBM.

Paròdies i obres d'art
- La parella d'artistes Kozyndan van fer una versió de l'obra anomenada «Uprising», la particularitat de la qual és que la cresta de l'ona està formada per conills blancs.[71]
- Nana Shiomi, artista japonesa, va crear un díptic de fusta format per aquest gravat de Hokusai i per un gos que juga amb l'ona, que va anomenar «Hokusai's Wave - Happy Dog».[72]
- S'han fet nombroses escultures de les quals el seu tema principal és L'ona, com per exemple «Die Woge», de Tobias Stengel,[73] o «Hokusai 20 ft.», de Jeffery Laudenslager.[74]
- L'any 2003 la dissenyadora Hanae Mori va utilitzar la imatge de l'obra per a la seva col·lecció de roba.[50]

## Mitjans de comunicació
La gran ona ha sigut tema de programes especials i documentals. En francès hi ha La mensevaace suspendue: La Vague, un documental de 29 minuts de l'any 2000. En anglès, la BBC va retransmetre un programa especial el 17 d'abril del 2004 com a part de la sèrie Private Life Of A Masterpiece, a més que l'estampa va ser escollida per a ser part de la sèrie A History of the World in 100 Objects, que va ser produïda juntament amb el Museu Britànic. El quadre va ser l'objecte número 93 i va ser protagonista de l'emissió del 4 de setembre de 2010.